# Gangeyadeva

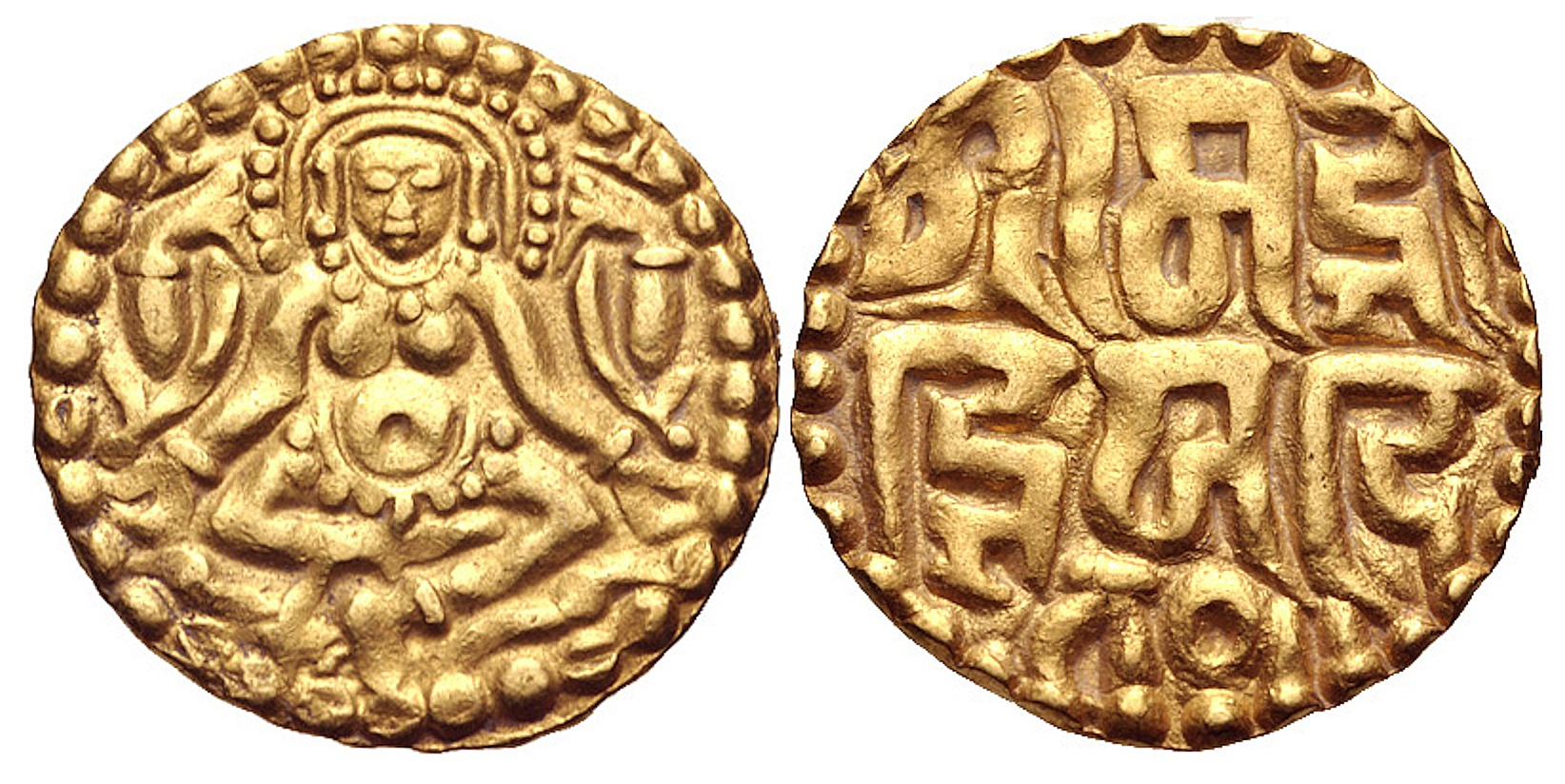
Moneda del rey Gangeyadeva (c. 1015-1041) de los Kalachuris de Tripuri. Anverso: Laksmí sentada. Reverso: "Śrimad Gangeya Devah" en tres líneas..

Gangeyadeva (IAST:Gaṅgeyadev, r. c. 1015-1041 CE) fue un gobernante de la dinastía Kalachuri de Tripuri, en la India central. Su reino se centró en la región de Chedi o Dahala, en la actual Madhya Pradesh.
Durante la primera parte de su reinado, Gangeyadeva parece haber gobernado como vasallo, posiblemente del rey Paramara Bhoja. Luchó contra los chalukyas de Kalyani en una alianza con Bhoja, pero se vio obligado a retirarse tras algunos éxitos iniciales. En la década de 1030, asaltó varios reinos vecinos y se estableció como gobernante soberano. Parece que anexionó Varanasi a los dominios de Kalachuri.

## Como feudatario
Gangeyadeva sucedió a su padre Kokalla II en el trono de Tripuri alrededor de 1015 CE. En su inscripción de Mukundpur de 1019 , Gangeyadeva asume los modestos títulos de Maharha-Maha-Mahattaka y Maharaja. Este título no es tan elevado como el título imperial Maharajadhiraja, lo que sugiere que Gangeyadeva era un feudatario de otro rey, posiblemente el rey Paramara Bhoja.

### Chalukyas de Kalyani
Gangeyadeva libró una guerra contra los Chalukyas de Kalyani, posiblemente como vasallo de Bhoja. La triple alianza de Bhoja, Gangeyadeva y Rajendra Chola I se enfrentó al rey Chalukya Jayasimha II en múltiples fronteras.
Las inscripciones Kalachuri se jactan de que el rey del Kuntala (es decir, Jayasimha) abandonó su lanza al querer huir de Gangeyadeva. Las inscripciones de los Chalukya también afirman el éxito contra sus enemigos. Así, parece que Gangeyadeva y sus aliados lograron algunos éxitos militares al principio, pero al final se vieron obligados a retirarse.

## Paramaras
La inscripción de Kalwan, la inscripción de Udaipur Prashasti y el Prabandha-Chintamani de Merutunga afirman que Bhoja derrotó al gobernante de Chedi. Parijata-Manjari (c. 1213 ) de Bala Saraswati Madana, identifica específicamente al gobernante derrotado como Gangeya. Un verso grabado en una losa de piedra en Bhojshala también sugiere que Bhoja derrotó a Gangeyadeva de Tripuri. La inscripción de Dhar de 1223 del descendiente de Bhoja Arjunavarman también menciona la victoria de Bhoja sobre Gangeya.
No es seguro si Bhoja derrotó a Gangeyadeva antes o después de su guerra conjunta contra los Chalukyas de Kalyani. Según una teoría, Bhoja derrotó a Gangeyadeva antes de su campaña contra los Chalukya, en la que Gangeyadeva debió luchar como vasallo de Paramara. Vasudev Vishnu Mirashi cree que Bhoja pudo haber subyugado a Gangeyadeva antes de 1019, cuando Gangeyadeva emitió su inscripción de Mukundpur.
Una teoría contradictoria es que los dos se volvieron enemigos después de su campaña contra los Chalukyas. Basándose en una inscripción encontrada en Mahoba, Kanaiyalal Maneklal Munshi tiene la teoría de que los dos siguieron siendo aliados al menos hasta 1025. Basándose en la inscripción de Kulenur de 1028, K. N. Seth y Mahesh Singh creen que los Chalukyas y los Paramaras no lucharon entre 1028 y 1042 (después de lo cual Someshvara atacó Malwa). Creen que Bhoja pudo haber utilizado este tiempo para lanzar una expedición contra Gangeya.

## Como soberano
En la última parte de su reinado consiguió éxitos militares en sus fronteras oriental y septentrional. En su inscripción rupestre de Piawan de 1037-38 CE, Gangeyadeva asume los títulos imperiales de Paramabhattaraka Maharajadhiraja Parameshvara. También asumió el famoso título histórico Vikramaditya. El escritor persa Al-Biruni lo menciona como gobernante del país Dahala, y nombra su capital como "Tiauri" (Tripuri).

### Campaña oriental
Gangeyadeva invadió la región del Utkala en el este, donde se dice que «levantó su propio brazo como pilar de la victoria» en la costa oriental. En esta campaña, probablemente contó con la ayuda de los dinastía Ratnapura , cuyo gobernante Kamalaraja se dice que venció al gobernante de Utkala. El gobernante derrotado fue probablemente el rey de la dinastía Bhauma-Kara Shubhakara II.
Los registros de Kalachuri afirman que Gangeyadeva también derrotó al gobernante de la región de Dakshina Kosala. El rey derrotado fue probablemente Yayati II de la dinastía Somavamshi. Sin embargo, Yayati también afirma haber derrotado al rey de Chedi y haber devastado su país Dahala. Así, parece que ninguno de los dos bandos obtuvo una victoria decisiva en esta guerra.
El hijo de Gangeyadeva, Karna, asumió el título de Tri-Kalingadhipati (“Señor de tres Kalingas”) en una inscripción publicada un año después de la muerte de Gangeyadeva. Es posible que Karna heredara este título de su padre, que podría haberlo asumido tras su exitosa campaña en el este (es decir, la región de Kalinga).

### Conquistas del norte
Según una inscripción fragmentaria Chandela descubierta en Mahoba, Bhoja y "Kalachuri-Chandra" adoraban al rey Chandela Vidyadhara como alumnos asustados. Los historiadores identifican a  “Kalachuri-Chandra” (literalmente “Luna de los Kalachuris”) con Gangeyadeva. Según una teoría, Bhoja, ayudado por Gangeyadeva, invadió el reino Chandela, pero Vidyadhara les obligó a retirarse. Sin embargo, algunos estudiosos como Kanaiyalal Maneklal Munshi creen que la inscripción de Mahoba no es más que una exageración jactanciosa.
Más tarde, Gangeyadeva expandió su reino en el norte, ya que los Chandelas fueron debilitados por las invasiones gaznávidas. Parece haber logrado un éxito significativo contra los Chandelas, ya que incluso los registros Chandela lo describen como jita-vishva (“conquistador del mundo”). Una inscripción fragmentaria Mahoba de los Chandelas afirma que su rey Vijayapala rompió el orgullo de Gangeyadeva en una batalla.
Gangeyadeva parece haber extendido su control sobre las ciudades sagradas de Prayaga y Varanasi, en el valle del Ganga-Yamuna. Según los registros de Kalachuri, murió en Prayaga. Los escritos del cronista musulmán Baihqui indican que Varanasi estaba bajo el control de Gangeyadeva en 1033-1034. Varanasi había estado antes bajo el dominio de los Pala, al menos hasta 1016 (la inscripción en piedra de Sarnath de Mahipala está datada en este año). Según la crónica musulmana, cuando Ahmad Niyaltigin (el gobernador gaznávida del Punjab) invadió Varanasi en 1033, la ciudad estaba bajo el dominio de Ganga (es decir, Gangeya-deva). Los gaznávidas saquearon la ciudad hasta el mediodía, cuando se retiraron, probablemente al acercarse el ejército kalachuri.
Las inscripciones de Kalachuri también atribuyen a Gangeyadeva el éxito de sus campañas en Anga y Kira. Anga fue gobernada por el Palas. Kira (o Kara) se identifica con el Valle de Kangra. El valle de Kangra estaba en manos de los gaznávidas, y la afirmación de Kalachuri del éxito en Kira parece ser una referencia al rechazo de Gangeyadeva del ataque Ghaznavid.
El colofón de un manuscrito del Ramayana afirma que fue copiado en Mithila (en la actual Bihar), durante el reinado de Gangeyadeva. El manuscrito describe al rey como garuda-dhvaja, un epíteto que parece sugerir que el rey era un devoto del dios Vishnú, cuyo vahana es el mítico pájaro Garuda. El erudito inglés Cecil Bendall leyó erróneamente el término como gauda-dhvaja, en base a lo cual algunos estudiosos como R. C. Majumdar teorizaron erróneamente que el epíteto indicaba la conquista del rey Kalachuri de la región de Gauda en la actual Bengala Occidental. El historiador Vasudev Vishnu Mirashi teoriza que el Gangeyadeva mencionado en el colofón no era en absoluto un rey Kalachuri: pertenecía a una rama de la dinastía Rashtrakuta.

## Últimos días
Gangeyadeva instaló un lingam en Piawan, lo que sugiere que era un shivaísta.
Los registros de Kalachuri afirman que Gangeyadeva alcanzó la salvación bajo el Akshayavata (árbol sagrado baniano) en Prayaga. Se dice que sus cien esposas se suicidaron inmolándose en su pira funeraria. Le sucedió su hijo Lakshmikarna (alias Karna). La inscripción de Karna en Varanasi en el año 1042, realizada con motivo del primer shraddha (ritual de aniversario de la muerte) anual de su padre, sugiere que Gangeyadeva murió el 22 de enero de 1041.

## Moneda

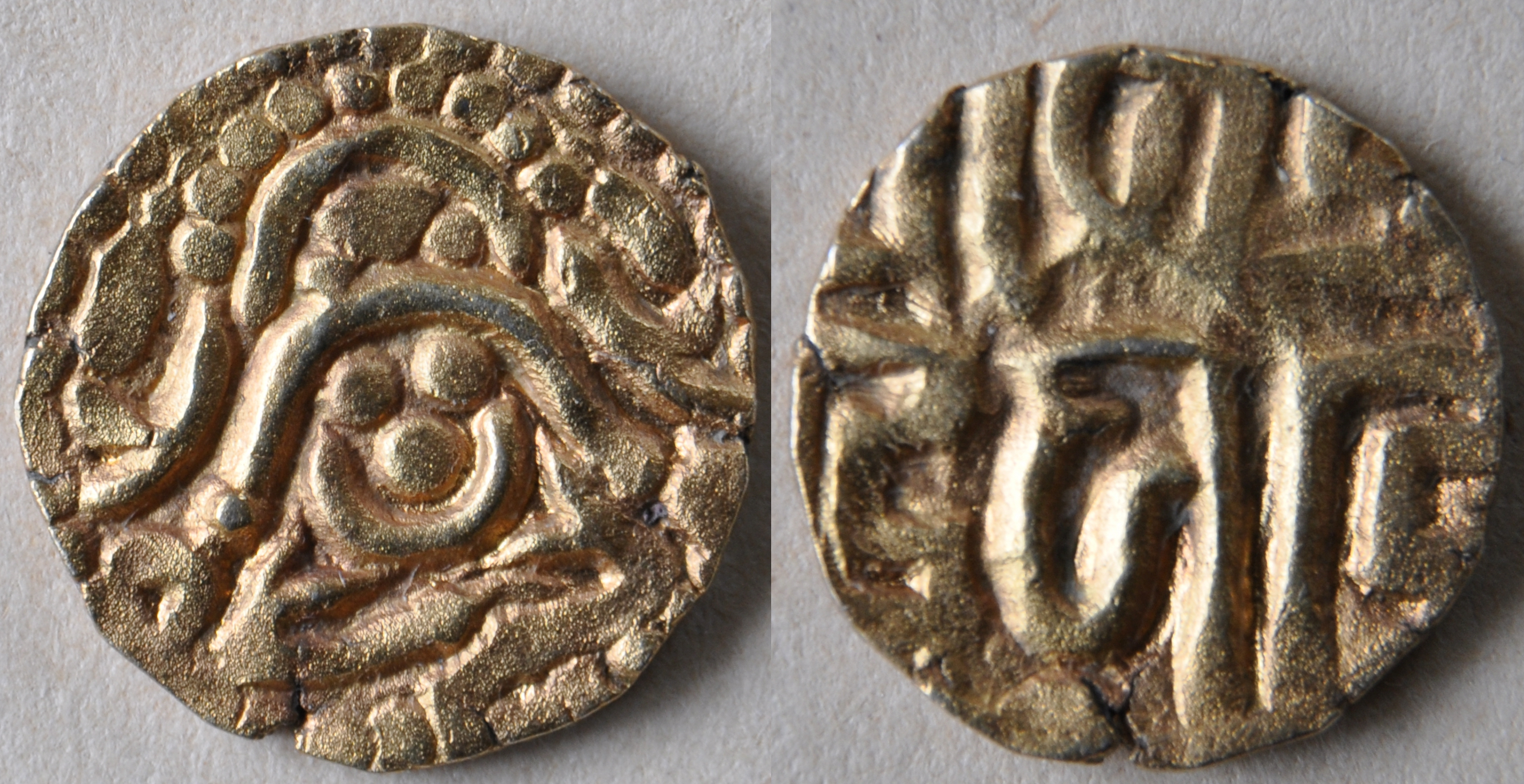
Una estatua de Gangeyadeva (hacia 1015-1041) y sus sucesores hasta 1211 del imperio Kalachuri (Haihaya o Chedi) (capital: Tripuri) en la India central (Rajastán, Madhya Pradesh).Dimensión: 19 mm Peso: 3,84 g Material: Oro Rev:La inscripción da el nombre del soberano. Obv: Lakshmi, la diosa de la fortuna, en posición sentada. Tiene cuatro brazos.

Gangeyadeva emitió monedas con su nombre en una cara y la figura de la diosa Laksmí en la otra. Este diseño fue imitado por varias dinastías del norte de la India.